# Central telefónica IP
Una central telefónica IP es un equipo telefónico diseñado para ofrecer servicios de comunicación a través de  una base de  datos, ubicada por lo general en la sede principal en donde se encuentra el "Mother system" (Encargado de redirigir todas las llamadas realizadas). A esta aplicación se le conoce como voz por IP (VoIP), donde la dirección IP (Internet Protocol) es la identificación de los dispositivos dentro de la Web. Con los componentes adecuados se puede manejar un número ilimitado de anexos en sitio o remotos vía internet, añadir video, conectarle troncales digitales o servicios de VoIP (SIP trunking) para llamadas internacionales a bajo costo. Los aparatos telefónicos que se usan les llaman teléfonos IP o SIP y se conectan a la red. Además por medio de puertos de enlaces se le conectan las líneas normales de las redes telefónicas públicas, y anexos analógicos para teléfonos estándar (fax, inalámbricos, contestadoras, etc.) 

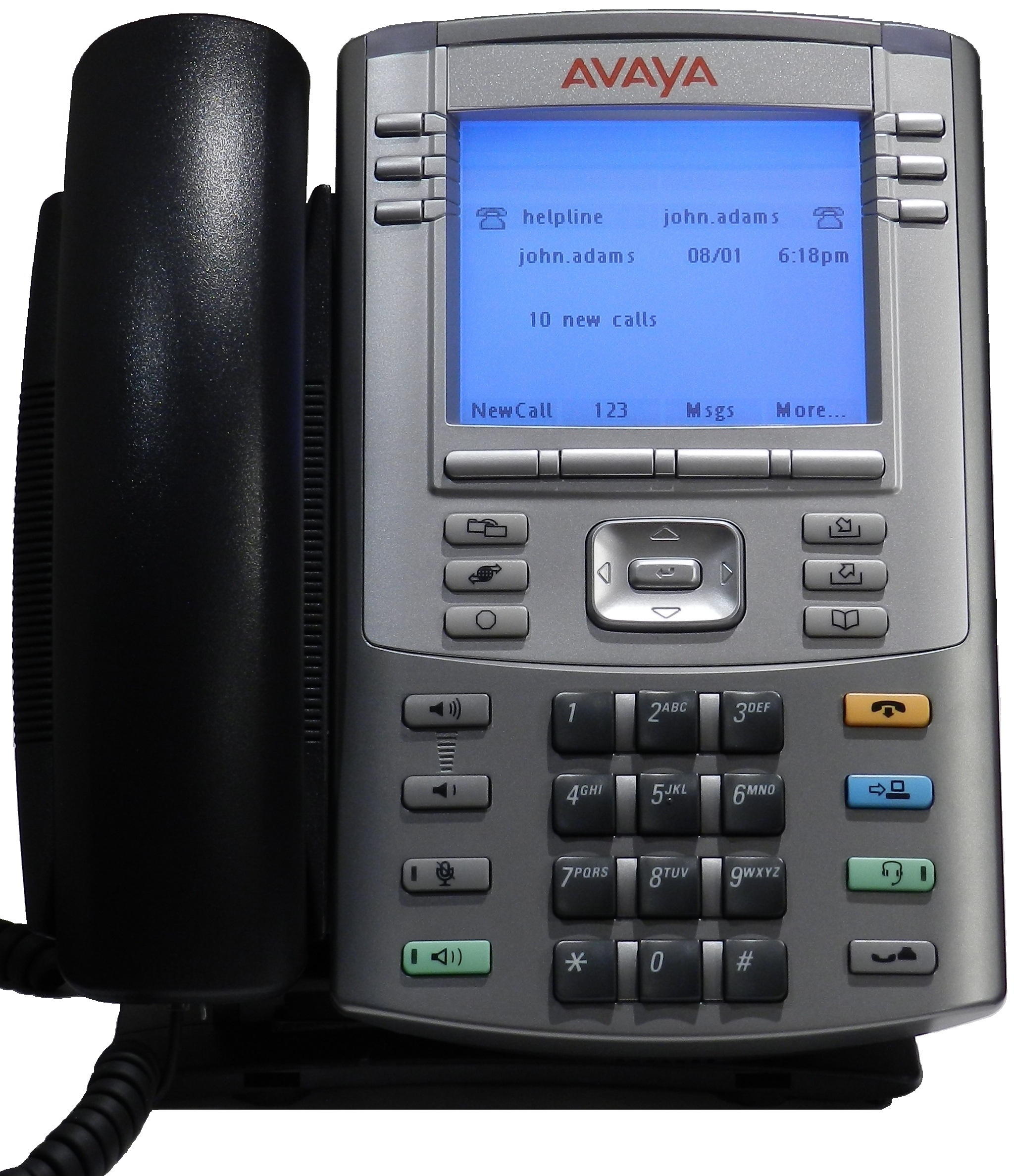
Teléfono IP

Para las corporaciones internacionales que pueden contar con sistemas de punta, estas centrales se han convertido en un equipo indispensable.
La apertura de sistemas operativos y software gratuitos han hecho proliferar muchas centrales IP algunos inclusive usan las PCs como hardware. El tema de la seguridad es muy controversial en estos equipos, ya que al estar conectados al Internet tienen grandes posibilidades de ser atacados por hackers, virus, gusanos y demás.
Las aplicaciones de esta tecnología están en continuo desarrollo y hacen que sea sencillo crear y desplegar una amplia gama de aplicaciones de telefonía y servicios, incluyendo los de una PBX con diversas pasarelas (gateways) de VoIP. Se han liberado los códigos bajo la licencia GNU General Public License (GPL), y están disponibles para su descarga en forma gratuita.
Claramente este es el futuro, una vez solventados algunos impases, las medianas y pequeñas empresas podrán contar con esta tecnología con total confianza y una buena calidad de audio. Es así, con los programas del llamado Código Abierto (Open Source), sin pagar licencias, podrán convertir una PC normal en una central telefónica o mejor dicho en un servidor de comunicaciones seguro y confiable. 
Otras de las ventajas de las centrales telefónica IP es que no hay necesidad de cableado telefónico. Los teléfonos IP o SIP(Protocolo de inicio de sesión) utilizan la red de datos, son muy fáciles de instalar y se manejan a través de una interfaz de configuración basada en web.
Además con las centrales IP uno tiene el correo de voz incorporado con operadoras automáticas con mensajes de bienvenida y diferentes menús, que dirigen las llamadas automáticamente a diferentes destinos, posee la función en el que cada usuario puede recibir estos mensajes de voz en un archivo adjunto en su correos electrónico. También puede conectarse a programas administrativos o programas como el Outlook Express de Microsoft dando la alternativa de discar directamente a los contactos de su empresa. 
Los empleados mudan de oficina sin hacer cambios en el cableado o en la configuración de la central. Pueden elegir entre varios teléfonos SIP que existen en el mercado sin quedarse atados a una sola marca o proveedor. Se puede recibir y hacer llamadas a través de la red PSTN estándar y de telefonía celular, utilizando estas pasarelas(gateways) de VOIP. Además ahorrar en los costos de las llamadas internacionales utilizando cualquier servicio (VoIP) SIP o WAN.

## Digitalización y Compresión
La digitalización está basada en una tecnología que se ha desarrollado con éxito para la transmisión de voz y video. La telefonía fija y la celular manejan esta tecnología pero cada uno tiene sus propios codificadores. Como sabemos la mejor calidad de audio la tiene todavía la comunicación telefónica, la celular es buena pero como todos hemos notado nuestro cerebro necesita hacer un mayor esfuerzo para entender una conversación por un teléfono celular, de ahí que no se debe conducir y hablar por el celular a la vez.
Las centrales IP utilizan codificadores diferentes para poder transmitir por la web, ya que estos deben de utilizar el menor ancho de banda posible. Como sabemos el primer paso para cada conexión de VoIP es la digitalización, convirtiendo las señales analógicas en paquetes digitales. Esto se puede hacer en varias maneras; La forma más fácil es tomar un muestreo de frecuencias con una proporción fija que sea lo suficientemente alta para captar todas las frecuencias necesarias, luego dividimos la fuerza de la señal en varios niveles. Por ejemplo, 8000 Hz y 256 niveles de muestreo es una configuración fija muy común. De esta manera, la señal es escaneada y digitalizada por medio de un convertidor de analógico a digital o ADC la cual muestrea la data en la frecuencia fija con una profundidad de 8 bits. Los datos son enviados sin comprimir, la otra parte los decodifica con un convertidor de digital a analógico o DAC. La combinación de 8 kilohercios y la profundidad de muestreo de 8 bits es buena para sustituir a las conversaciones normales de telefonía. Las comunicaciones en telefonía se llevan a cabo en frecuencias entre aproximadamente 500 y 3500 Hz a 256 niveles diferentes por lo cual es suficiente para proporcionar una buena calidad.
Pero, la calidad tiene un precio en VoIP. El muestreo de datos sin comprimir a esta proporción genera un flujo continuo de datos de 8 kbytes/seg. Esto no es gran cosa para los anchos de banda de países desarrollados, pero puede ser demasiado para conexiones de Internet más lentas, o peor aún a través de una conexión de internet móvil. Por lo tanto se han hecho varios intentos de reducir el número de kilobytes por segundo necesarios para lograr una calidad de voz aceptable.
Esto puede en principio, lograrse de varias maneras. Usted puede reducir la frecuencia de muestreo un poco, pero esto tiene un efecto negativo debido a que las frecuencias más altas se filtran. De acuerdo con el Teorema de muestreo de Nyquist-Shannon, que se remonta a 1928, mucho antes de que hubiera VoIP o incluso en Internet, no es posible digitalizar las señales en una frecuencia de muestreo inferior a 2 veces la frecuencia más alta en el espectro. La reducción de la tasa de muestreo de 4000 Hz, por ejemplo, reduciría el máximo permitido de frecuencia en la señal analógica a 2000 Hz, que es muy por debajo de las frecuencias que son comunes en el habla, de mujeres y niños. Por lo tanto la reducción de la frecuencia de muestreo puede ayudar un poco en la reducción de la asignación de ancho de banda de la aplicación de VoIP, pero en una pequeña proporción.
Otro enfoque es, por tanto, reducir el número de bits necesarios para almacenar una muestra de datos. Como se mencionó anteriormente, 8 bits de codificación dará una calidad razonablemente alta para una señal en una conversación. La reducción del número a 4 reduciría el ancho de banda utilizado en un 50 %. Lamentablemente, esta reducción también tiene un precio. Con 8 bits, hay 256 niveles de señal posible. La decodificación de la señal nuevamente a analógica origina una leve señal donde el paso de un nivel a otro es menor del 0,5 % del valor de la señal de pico a pico. A pesar de ser una distorsión del 0,5 % puede ser audible, el discurso seguirá siendo comprensible y la mayoría de las personas que no son meticulosas no lo detectaran. 
Con una profundidad de 4 bits, la codificación de la señal solo tendrá 16 niveles diferentes disponibles. Esto no es mucho. Cada paso en la conversión de digital a analógica será de un 7 %, que es linealmente dividido entre el máximo pico de intensidad de señal posible. Imaginen que alguien está hablando en voz baja en su teléfono donde su fuerza de señal no será más del 25 % del pico, en este caso la codificación digital es casi binaria, generando un sonido enlatado del lado para el receptor. La reducción de la profundidad de muestreo con un 50 %, de 8-4 bits da una degradación de la calidad de un factor de 16. Esto tampoco es lo que queremos. 
Una solución para combatir el problema de la mala calidad de voz con un volumen bajo de señal es no dividir el gráfico de intensidad de la señal en 16 niveles de igualdad, sino tener más niveles en torno a la línea cero y menos cerca de los niveles de volumen máximo. Un enfoque común consiste en utilizar una escala logarítmica en lugar de una escala lineal. Las escalas logarítmicas no son extrañas en esta aplicación, ya que nuestros oídos raramente escuchan diferencias de volumen en una escala logarítmica. Diez veces más volumen en términos de energía se escuchan como cerca de dos veces más alto para el oído humano.
Otra solución es usar algoritmos de adaptación que dividen la señal linealmente, pero no entre los valores máximos posibles de la señal de pico a pico, sino entre los valores reales de la señal. Si alguien está hablando a un volumen bajo, estos algoritmos de forma automática aumentar la señal y el error de cuantificación de la señal nunca es mucho más de 7 % a 4 bits de profundidad de muestreo. A veces se puede escuchar este tipo de acondicionamiento de señales en las líneas con ruido, donde los niveles de ruido aumenta en medio de palabras o frases. Esto es porque el algoritmo de muestreo amplificar las señales de bajo volumen, incluso si no hay presencia de señal real. La amplificación del ruido en la línea se escuchara en el extremo del receptor. 
Ahora la mejor manera de reducir las necesidades de ancho de banda para una aplicación de VoIP esta en el uso de un protocolo propietario de baja pérdida de compresión (low-loss). Todos sabemos que es una compresión ya que lo vemos en nuestros PCs. Las aplicaciones como ZIP reducen el tamaño de los archivos mediante el análisis de patrones de bits y el cálculo de patrones de bits alternativos y tablas de conversión que ocupan menos espacio que el archivo original, estas técnicas de compresión que se utiliza en la compresión ZIP se llaman (no-loss) no-pérdida, ya que es posible extraer los archivos originales de la versión comprimida sin pérdida de información. Otras técnicas son de baja pérdida y aceptan algunas pérdidas de información en el aumento de la compresión. La compresión low-loss de baja pérdida se utiliza a menudo en la compresión de imágenes como la del formato JPG. La versión sin comprimir se parece a la original, pero en estrecha observación pueden ver los artefactos causados por el algoritmo de compresión. Este tipo de algoritmo funciona mejor si se desarrolla con conocimiento de los datos a comprimir. Han desarrollado algoritmos de compresión específicos para la compresión de voz que cuentan con baja pérdida combinada con una asignación de ancho de banda muy reducido. La compresión en los teléfonos móviles es un ejemplo de ello.

### El CODEC, es el caballo de batalla de la compresión de VoIP
Con tantas maneras diferentes que la voz digitalizada puede ser codificados para luego ser enviada a través de una línea digital, las aplicaciones de VoIP deben saber qué método de codificación usa la otra parte, con el fin de realizar una conexión exitosa. Esto se logra permitiendo que la codificación y decodificación se realice por medio de un hardware o software estándar, estos códec, codifican o decodifican. Los codecs son utilizados en muchas aplicaciones, incluyendo vídeo, pero ahora nos centraremos únicamente en los codecs que pueden ser utilizados con VoIP.
Por supuesto, hay varias docenas de códec en la industria, los más avanzados son pagos lo que hace que no sean muy comunes, pero me limitaré a estos cuatro, ya que son los más conocidos y disponibles en la mayoría de las aplicaciones de VoIP. Es increíble la cantidad de abreviaturas nuevas por lo tanto primero voy a dar algunas explicaciones.

### CODECS MÁS COMUNES EN VoIP
NOMBRE ; G.711,
COMPRESION ; A-law y u-law,
 BITRATE(Kbps) ; 64,
APLICACIÓN ; Telefonía en general.
NOMBRE ; G.726,
COMPRESION ; ADPCM,
 BITRATE(Kbps) ; 16,24,32 y 40,
APLICACIÓN ; DECT telefonía Internacional.
NOMBRE ; GSM 06,10 FR, 
COMPRESION ; ADPCM,
 BITRATE(Kbps) ; 13.2,
APLICACIÓN ; Codec original de GSM.
NOMBRE ; G.729,
COMPRESION ; CS-ACELP,
 BITRATE(Kbps) ; 8,
APLICACIÓN ; VoIP sobre conexiones a Internet lentas.
Estándares UIT-T G.711, G.726 y G.729
La estandarización es importante para que dos aplicaciones de VoIP se comunican entre sí. Afortunadamente, el sector de las telecomunicaciones siempre ha sentido la necesidad de estandarizar los protocolos y el intercambio de información y la primera organización oficial para esto se remonta al año 1865, la UIT o Unión Telegráfica Internacional. Esta organización se convirtió en una agencia oficial de las Naciones Unidas en 1947. El organismo de normalización de la UIT ha evolucionado en el CCITT o Comité Consultivo Internacional de Telefonía y otros telegráfico en 1956 y pasó a llamarse finalmente a la UIT-T en 1993. La abreviatura del CCITT se sigue utilizando en muchos lugares, por ejemplo cuando se habla de algoritmos de cálculo CRC.
El UIT-T ha definido una serie de algoritmos de compresión de voz que se utilizan en las comunicaciones de telefonía nacional e internacional. Todos estos estándares de compresión son nombrados por la letra G seguida de un número. Como regla general se puede decir que la numeración de la norma otorga la secuencia de las normas, y que los números más altos, en general, definen las normas técnicas de compresión como más complejas que requieren un mayor esfuerzo de cómputo que las normas de menor número, pero tiene una mejor calidad en la proporción entre la voz y el ancho de banda.
La A-Law y el PCM de la μ-law
El estándar de compresión G.711 permite dos formas de comprimir los datos de voz entrantes. Estos dos formatos de compresión se llaman a menudo A-law y μ-law. Los dos estándares de compresión usan PCM o modulación de código de pulso(pulse-code) como la base de datos del método de muestreo. Con el PCM los datos se muestrean a intervalos regulares. G.711 utiliza una frecuencia de PCM de 8 kHz que se traduce en 8.000 muestras por segundo. Cada muestra tiene una profundidad de 13 bits (A-law) o 14 bits (μ-law), que proporciona una alta calidad inicial con solo pequeños errores presentes debido a la cuantización de la señal. El uso de compresiones A-law y μ-law es principalmente definida geográficamente. En América del Norte y Japón principalmente se usa el μ-law, y en el resto del mundo A-law. También hay ligeras diferencias algorítmicas que hacen a la A-law sea una ley más fácil de aplicar con menos recursos de cómputo que los que se utiliza en su contraparte la μ-law.

## Funciones
Las características dependen del sistema ensamblado, algunas de ellas puede que requieran de licencias u otro software además de algunos módulos:
| - Número ilimitado de extensiones o anexos - Múltiples operadores automáticos con menús - Múltiples casillas de correos de voz - Integración con teléfonos celulares - Perifoneo con altavoz (Sistema de Parlantes/Amplificador) - Teléfonos remotos alrededor del mundo - Interfaz con el usuario (incluyendo reenvíos, mensajería unificada, grabaciones de los mensajes redirigidos a su correo de voz) - Grupos de Extensiones - Autoinstalación de extensiones - Rango de Numeración de Extensiones Flexible - Identificador de llamadas - DID ingreso directo para marcación interna - Enrutamiento de llamadas - Grabación de llamadas - Grabación en vivo - Devolución de llamadas - Correos de voz enviados a sus correos electrónicos - Notificación por mensajes SMS de sus correos de voz | - Acceso de correo de voz por la Web - Sistema de multiventas por teléfono - Integración con Outlook Express (Exchange) (Microsoft) - Captura de llamadas - Diagnóstico del Sistema - Opciones de usar cualquier teléfono IP - Soporta teléfonos analógicos - Llamadas en espera - Llamada monitorizadas - Marcación por Nombre del Directorio - Informes - Integración con el cliente (CRM) - Servidores vinculados remotos - Consola de operadora - Salas de conferencias virtuales - Números de marcación rápida (Memorias) - Canal de apoyo - Múltiples Músicas en espera | - Troncales Analógicas y Digitales T1/E1 - Enrutamiento avanzado (IVR) - Notificación de estatus de llamada - Aviso de Llamada - Autodesvío de llamadas - Mensajería unificada - Filtrado de llamadas - ANI automatización y enrutamientos - Identificación DNIS - Mayor movilidad - Personalización del Proveedor de VoIP - Integración a los softwares administrativos de las empresas - Fax a correo electrónico - Fax de soporte PDF - ACD característica de distribución de llamadas - Teléfonos virtuales en su PC (Softphones) - Transferencia de llamadas - Llamada de conferencia - Monitorización en vivo |